# Кайлунго (футбольний клуб)
Кайлунго (італ. Società Polisportiva Cailungo) — сан-маринський футбольний клуб з однойменного поселення. Клуб заснований у 1974 році. У сезоні 2015–2016 виступає в групі A.

## Досягнення
- Суперкубок Сан-Марино: 2002